# Tragedi
Tragedi (egentligen "bocksång", bildat av de grekiska orden tragos, "bock", och oide, "sång") är en dramatisk genre som sedan antiken spelat en central roll i västerlandets kultur. En tragedi är motsatsen till en komedi, och har i regel ett olyckligt slut. I klassisk bemärkelse skildrar den en i något hänseende betydande människas lidande, som resulterar i psykisk eller fysisk undergång, enligt Aristoteles ej orsakad av ondska eller brottslighet utan av en relation. Aristoteles tillämpade också katharsisbegreppet på tragedin; ovisst är dock om han därmed avsåg en rening av åskådarens sinne eller av handlingen. Författare (i synnerhet antika) som främst ägnar sig åt tragedier kallas tragöder. 

## Tragedins framväxt
Tragedins, liksom dramatikens, exakta ålder är okänd, men förmodligen växte genren fram för omkring 2 500 år sedan. Det skedde förmodligen ur hyllningsriter till den grekiske guden Dionysos. Under festivaler till gudens ära brukade sällskap av 50 atenska medborgare i körer, ledda av en choragos, framföra dityrambisk poesi. Festandet avslutades med att en get offrades. Under 600-talet f.Kr. inleddes en vårfestival i Aten, där de bästa dityrambiska dikterna prisades. År 535 f.Kr. vann Thespis den årliga tävlingen med en dikt där en medlem ur kören (möjligtvis han själv; källorna är osäkra) fick hålla en dialog i konversationsform. Denna innovation skulle kunna sägas vara startskottet för tragedin. Under århundradet som följde, 500-talet f.Kr.-400-talet f.Kr., inträffade det som brukar kallas för det grekiska dramats guldålder, med bland annat de tre stora attiska tragöderna (i kronologisk ordning) Aischylos, Sofokles och Euripides. Flera av deras pjäser, t.ex. Antigone och Medea, spelas fortfarande på scener runt om i världen.

### Aristoteles syn på tragedin
Aristoteles har haft väldigt stort inflytande på litteraturhistorien i allmänhet, och tragedin i synnerhet, genom sin Om diktkonsten, som är västvärldens första litteraturkritiska verk. Aristoteles försöker där definiera och klassificera de olika litterära genrer där rytm, språk och harmoni används. Fyra olika genrer identifieras, som kännetecknas av mimesis. Tragedin får den mest ingående kommentaren.
Aristoteles konstaterar i Om diktkonsten att tragedin är en "efterbildning av en hel och avslutad handling av ett visst omfång (för det är ju möjligt att något är helt utan att det har något omfång)." Fokuset på handling i definitionen är centralt, eftersom tragedin, liksom dramat, för Aristoteles i huvudsak var skrivet för muntligt framträdande. Han konstaterar att tragedin behöver ett visst "omfång" och ett visst mått av allvar.Hel och avslutad handling syftar på att tragedin efter att den avslutats ska kännas avslutad; publiken måste kunna känna att inga fler ord behöver sägas. I definitionen ingår även att språket ska vara vackert utsmyckat. Slutligen fokuserar definitionen på vilka känslor som tragedin ska väcka hos läsaren eller betraktaren, där förbarmande och rädsla är centrala. En central del av känslan är begreppet katarsis, som syftar på den renande process som betraktandet av en tragedi ska leda till hos betraktaren. Vidare formulerar Aristoteles sex centrala element hos en tragedi, i tur och ordning efter betydelsen han tillmäter elementet, handling, karaktärer, tema, diktion, melodi och skådespel.

## Klassicismens och modernare tragedier
I den antika tragedin är huvudpersonen av förnäm börd. På 1500-talet fördes detta tragedibegrepp vidare och på 1600-talet ikläddes det fransk-klassicismens regeltvång. Kring 1700-talets mitt uppstod det borgerliga sorgespelet (Diderot, Lessing m. fl.); tragik var ej längre förbehållen högättade personer. En modernare berömd tragediförfattare är William Shakespeare, vars stora tragedier, som Romeo och Julia och Hamlet, utgör milstolpar i världslitteraturen.